# N±
N±（えぬぷらすまいなす）とは、女性声優6人による自主活動声優ユニット。

## メンバー
2010年（平成22年）9月1日現在（公式サイトによると「増えたり、減ったりします」とのこと）
- 植田佳奈（N's）
- 後藤麻衣（N's）
- 佐藤利奈（N's）
- 清水香里（N's）
- 生天目仁美（姫宮みらんとチョコレートロッカーズ）
- 松来未祐

## 概要
- テレビアニメ『乃木坂春香の秘密』の放送に連動して、2008年から期間限定ユニット「N's」及び「姫宮みらんとチョコレートロッカーズ」が結成されていた。2009年にアニメ全2作の放送が終了、2010年2月に同2ユニットによるオリジナルライブが開催され活動が一区切りとなった。そこから派生する形で、『乃木坂春香の秘密』の出演者の内、6人が集まって結成された自主活動ユニットである（各メンバーの所属事務所・『乃木坂春香の秘密』の関係者はこの活動に関与しない）。イベント毎にメンバーの増減があるとされているが、第一回イベント時はN'sの能登麻美子を除くメンバーと、生天目仁美（一部のみ）・松来未祐が参加している。
- 清水香里・植田佳奈がパーソナリティを務めるラジオ番組『アニたまどっとコム standard まるなげ♪』（ラジオ関西）にて「N'sのライブが楽しかった。またやりたい」との話で盛り上がり、「全員のスケジュールを合わせるのは難しい」とのことから「イベント毎にメンバーが増えたり減ったりする」（N'sからメンバーが＋－される）という意味で『N±』という名称が考えられた。当初は番組内でのネタ企画的な話であったが、N'sライブ出演者での食事会で他のメンバーも「もう一度ライブがやりたい」という想いが一致していることが番組で紹介され、次第に具体的な話となっていった。
- Twitterにて「公式アカウント」を開設、2010年7月29日よりメンバーによるつぶやきを始めた（正式解禁日は8月1日）。8月14日にはブログをテスト開設している。
- 9月1日、公式サイトのオープン及び12月11日のライブ開催を発表、本格的に活動を開始した。
- ライブチケットは、2010年10月11日に発売となった。10時00分の発売開始から5分で一部・二部共に完売表示となった[リンク切れ]。但し、システム上の問題か、キャンセル分が翌日以降も購入可能と完売表示を行き来した[リンク切れ]。
- Twitterではメンバーは「えぬぷら」と略している。

## 来歴
- 2010年（平成22年）
  - 7月29日 - Twitter公式アカウント開設。
  - 8月1日 - Twitter公式アカウント解禁。
  - 8月14日 - 公式ブログ「N±の活動日誌」テスト開設。
  - 9月1日 - 公式サイトオープン及びライブ開催を発表。
  - 12月11日 - 渋谷DUOにてライブ「N± はじめました。」開催（第1部：植田・後藤・佐藤・清水・生天目・松来、第2部：植田・後藤・佐藤・清水・松来）。
  - 12月18日 - ANIMATE presents 究極!アニメ店長DECADE内日替わりライブに参加（14時の部：後藤・清水・生天目、19時の部：後藤・佐藤・清水）。
  - 12月31日 - コミックマーケット79にて、メモリアルブック「N±、同人誌もはじめました。」発売（委託）。
- 2011年（平成23年）
  - 1月29日 - 「N±、同人誌もはじめました。」通信販売開始。
  - 2月11日 - 渋谷DUOにて「N± はじめました。」の追加公演となる「N± ふやしました。」開催。（植田・後藤・佐藤・清水・生天目・松来）
    - 渋谷DUOにてトークライブ「N± ふやしました。ちょこっと」開催。（後藤・佐藤・清水・生天目・松来）

  - 7月20日 - 文化放送　超!A&G+にて「超!Mobile A&G present N±、生放送しています。」生配信。（植田・後藤・佐藤・清水・生天目）
  - 8月14日 - コミックマーケット80 スター商会ブースにて、シングルCD「ハロ→レッツゴ→→→」、同人誌「N±、同人誌はじめました。vol.2 ハロ→レッツゴ→→→」、トレーディング生写真 販売。
  - 10月2日 - 渋谷DUOにて「N± 18面トーク ～目が出たら歌もあるよ～」開催。（植田・清水）
  - 10月10日 - 公式HPにて、WEBラジオ『えぬぷらじお』配信開始。（隔週更新予定）
  - 11月6日 - 新宿BLAZEにて「N±ライブツアー？ハロ→レッツゴ→→→」開催。（植田・後藤・佐藤・清水・生天目）

## ディスコグラフィ
| 枚  | 発売日        | タイトル         | 規格品番 |
| --- | ------------- | ---------------- | -------- |
| 1st | 2011年8月14日 | ハロ→レッツゴ→→→ |          |